# 莫哈末哈欣·莫哈末阿里
敦莫哈末哈欣·莫哈末阿里（1937年4月10日—）第九任马来西亚武装部队总司令。他也是马来西亚第四任及第七任首相马哈迪·莫哈末夫人茜蒂哈斯玛的胞弟。1989年代表马来西亚政府签署《合艾协议》，结束马来亚共产党长达41年的武装斗争。2022年6月，获国家元首苏丹阿都拉册封“敦”勋衔。

## 早期生活
1937年4月10日，莫哈末哈欣出生于吉隆坡。小学时期他在吉隆坡甘榜班登的Sekolah Kebangsaan Jalan Pasar 1接受教育。小学毕业后，他在1949年进入维多利亚书院就读，1955年毕业。就读期间，他是曲棍球队的队长，并代表学校参加游泳比赛。他还成为一名学校教练，负责管理皇家救生协会组织（Royal Life Saving Society）的考试。

## 军人生涯
1980年，在印度国防学院完成课程后，莫哈末哈欣被任命为马来西亚国防部参谋长，军衔为少将。
1982年，他接管了驻槟城的第二步兵师。在履行其作为该师指挥官的职责时，他与泰国皇家陆军第4区指挥官建立了密切的关系。由于双方之间的密切合作，施加的军事压力削弱了马来亚共产党进行武装叛乱的势力，直到最终在1989年签署了《合艾协议》。
1985年11月任马来西亚陆军参谋总长。在武装部队服役了35年至37年后，他于1987年10月接任武装部队总司令一职，直至1992年4月退休（因年龄达55岁而强制退休）。
莫哈末哈欣以武装部队总司令的身份于1989年代表马来西亚政府签署了《合艾协议》，使马来亚共产党投降。

## 退休
退休后，莫哈末哈欣被任命为多家在吉隆坡证券交易所上市公司的董事。
他还被任命为SUKOM Ninety Eight公司主席，该公司由马来西亚政府成立，旨在组织和管理于1998年9月11日至9月21日在吉隆坡举行的第16届英联邦运动会。

## 荣誉
2022年6月6日，配合国家元首苏丹阿都拉华诞，莫哈末哈欣获封“敦”勋衔，成为第二位获得该勋衔的武装部队总司令。